# West Okoboji
West Okoboji är en ort i Dickinson County i Iowa. Vid 2020 års folkräkning hade West Okoboji 308 invånare.